# Hadena bulgeri
Hadena bulgeri är en fjärilsart som beskrevs av Felder 1874. Hadena bulgeri ingår i släktet Hadena och familjen nattflyn. Inga underarter finns listade i Catalogue of Life.